# Джейк Паккард
Джейк Паккард (англ. Jake Packard, нар. 20 червня 1994, Пенрайт, Австралія) — австралійський плавець, бронзовий призер Олімпійських ігор 2016 року.

## Виступи на Олімпійських іграх
| Олімпіада | Дисципліна         | Місце |
| --------- | ------------------ | ----- |
| Ріо 2016  | 100 м брасом       | 9     |
| Ріо 2016  | 4×100 м комплексом | 3     |